# Vampires (film, 2010)
Pour les articles homonymes, voir Vampires (homonymie).
Pour plus de détails, voir Fiche technique et Distribution.
Vampires est un film belge réalisé par Vincent Lannoo, sorti en 2010.

## Synopsis
Un faux documentaire sur une communauté de vampires belges.

## Fiche technique
- Titre : Vampires
- Réalisation : Vincent Lannoo
- Scénario : Frédérique Broos, Vincent Lannoo
- Photographie : Vincent van Gelder
- Montage : Frédérique Broos
- Production : John Engel
- Société de production : Left Field Ventures
- Pays :  Belgique
- Genre : Comédie horrifique et fantastique
- Durée : 88 minutes
- Date de sortie : 1er septembre 2010 en  France

## Distribution
- Carlo Ferrante : George
- Vera Van Dooren : Bertha
- Pierre Lognay : Samson
- Fleur Lise Heuet : Grâce
- Bénédicte Bantuelle : « La viande »
- Baptiste Sornin : Bienvenu
- Selma Alaoui : Elisabeth
- Arnaud Maillard : Steve
- Paul Ahmarani : Adélard
- Julien Doré : Jean-Paul
- Alexandra Kamp : Eva
- Thomas Coumans : Le petit ami de Grâce
- Vincent Lannoo : L'interviewer
- Florette Fichefet : La professeure de morsure
- Ian Lauzon : Marc-Antoine Dahou, le psy